# Tasha Quintas
Tasha Quintas (...) è un'attrice canadese.

## Filmografia

### Film
- New Year - Hunter (2010)
- 5ive Girls - Connie (2006)
- An All American Fairytale -  Neve Murdock (2001)

### Serie Televisiva
- The Border - Sonja (2008)

### Cortometraggi
- The RUN (2014)
- Margaret Finds Her Mojo (2012)
- Wilderness (2011)